# Dan Marino
Daniel Constantine „Dan“ Marino (Spitzname: „Dan The Man“; * 15. September 1961 in Pittsburgh, Pennsylvania) ist ein ehemaliger US-amerikanischer American-Football-Spieler auf der Position des Quarterbacks. Er spielte von 1983 bis 1999 für die Miami Dolphins in der National Football League (NFL). Marino hielt bei seinem Karriereende einen Großteil der wichtigsten Passrekorde der NFL, konnte jedoch nie einen Super Bowl gewinnen. 2005 wurde er in die Pro Football Hall of Fame gewählt.

## Karriere
Marino spielte von 1979 bis 1982 College Football an der University of Pittsburgh und führte die Pittsburgh Panthers in der Saison 1981 im Sugar Bowl zu einem Triumph über die Georgia Bulldogs. In seiner letzten Spielzeit konnte er jedoch anders als erwartet, weder die Heisman Trophy noch  die nationale Meisterschaft gewinnen. Sein Team verlor den Cotton Bowl gegen die Southern Methodist University (SMU).
Wegen seines wenig erfolgreichen Abschneidens in seinem letzten College-Jahr und Knieproblemen fiel Marino in der NFL Draft 1983 weit zurück und wurde erst als vorletzter Spieler der ersten Runde von den Miami Dolphins ausgewählt. Er spielte danach 17 Jahre für die Dolphins, den größten Teil davon unter Head Coach Don Shula.

## NFL
In der Saison 1984 führte er die Dolphins in den Super Bowl XIX, den sie mit 38:16 gegen die San Francisco 49ers und deren Quarterback Joe Montana verloren. Darüber hinaus erreichte Miami unter seiner Führung die Divisionstitel der AFC East in den Jahren 1983, 1984, 1985, 1992 und 1994. Mit Marino als Quarterback waren die Dolphins ein zuverlässiger Kandidat für die Play-offs, die sie mit Ausnahme der Jahre 1986 bis 1989 immer erreichten. Dreimal erreichten sie auch das AFC Championship Game, das sie allerdings nur 1984 gewinnen konnten, aber 1985 und 1992 verloren.
Marino gewann das erste Auswärts-Play-off-Spiel der Dolphins seit über 20 Jahren in seiner letzten Saison 1999 gegen die Seattle Seahawks. Trotz aller Erfolge konnte er jedoch nie die Vince Lombardi Trophy für den Sieg im Super Bowl in Empfang nehmen, weil sein Team nie auf allen Positionen gut genug dafür war. Entweder kein gutes Laufspiel oder keine starke Defense.
Während seiner NFL-Karriere war Marino einer der besten Quarterbacks. Er war bekannt für seine Fähigkeit, den Ball sehr kurz nach dem Snap und sehr schnell zu werfen. Allerdings war er kein guter Läufer. Er hatte zum Zeitpunkt seines Karriereendes die meisten Comebacks (36) im letzten Viertel des Spiels in der Geschichte der NFL, noch vor John Elway (35). Sein bestes Jahr war 1984, als er Pässe für 5.084 Yards und 48 Touchdowns warf. Damit führte er die Dolphins das zweite Mal in drei Jahren in den Super Bowl, verlor diesen jedoch.
Er hielt lange die Karriere-Rekorde für geworfene Yards (61.361) und vollständige Pässe (4.967) und diverse weitere Pass-Rekorde. Am 30. September 2007 verlor er die Rekorde für Touchdownpässe (420) und Passversuche (8.358) und am 16. Dezember 2007 zusätzlich den Rekord für die meisten geworfenen Yards an Brett Favre. Seinen seit 1984 gehaltenen Rekord für die meisten geworfenen Yards in einer Saison (5.084) verlor er am 26. Dezember 2011 an Drew Brees. Er erhielt den Titel The NFL's Most Prolific Passer (etwa: produktivster Passwerfer der NFL). Im Laufe seiner Karriere wurde Marino neun Mal in den Pro Bowl gewählt.
Dan Marino ist Mitglied der College Football Hall of Fame, der Pro Football Hall of Fame und im National Football League 1980s All-Decade Team. 1984 erhielt er den Bert Bell Award und 1994 den NFL Comeback Player of the Year Award, sowie 1998 den Walter Payton Man of the Year Award. Zudem errichteten die Dolphins ihm zu Ehren im Jahr 2000 eine Statue vor dem Hard Rock Stadium.

## Nach seiner Profizeit
Im Jahr 1994 spielte er sich selbst in der amerikanischen Komödie Ace Ventura – Ein tierischer Detektiv. Dort hat er mit seinem Team, den Miami Dolphins, den Super Bowl erreicht, jedoch verloren, und prahlt mit seinem AFC-Championshipring.
Im Jahr 2000 hatte Marino einen Kurzauftritt im Film Little Nicky – Satan Junior von Adam Sandler, in dem er dem Teufel seine Seele verkaufen möchte, um nur einmal den Super Bowl zu gewinnen. Ebenso hatte er 2003 in Bad Boys II einen Kurzauftritt während einer Probefahrt. Auch hier spielte er sich selbst.
Anfang 2004 kehrte Marino kurzfristig als Senior Vice President of Football Operations zu den Dolphins zurück, aber trat nur drei Wochen danach von dem extra geschaffenen Posten aus familiären Gründen zurück.
Marino lebt mit seiner Frau Claire und sechs Kindern (davon zwei adoptierten) in Florida. Während der Football-Saison arbeitet er für CBS und HBO in deren Football-Sendungen als Moderator.